# Oksapmin
L’oksapmin est une langue papoue parlée en Papouasie-Nouvelle-Guinée, dans la province de Sandaun. Ses 8 000 locuteurs vivent principalement dans des villages du district de Telefomin.

## Classification
L’oksapmin est rattachée à la famille des langues de Trans-Nouvelle Guinée. Il forme avec les langues ok la famille ok-oksapmin.
Il y a deux dialectes principaux : le haut-oksapmin et le bas-oksapmin. Ils sont mutuellement intelligibles, mais certaines difficultés de compréhension existent.

## Prononciation et écriture
L’oksapmin n’a pas de système d’écriture propre ; les conventions orthographiques employées par les linguistes sont indiquées dans les tableaux ci-dessous à côté de prononciation correspondante.
Les consonnes et les voyelles de l’oksapmin :

### Voyelles
Le bas-oksapmin possède six voyelles.
|          | Antérieures | Centrale | Postérieures |
| -------- | ----------- | -------- | ------------ |
| Fermées  | /i/ i       |          | /u/ u        |
| Moyennes | /e/ e       | /ə/ ə    | /o/ o        |
| Ouverte  |             | /a/ a    |              |

La voyelle /ə/ n’apparaît jamais en fin de syllabe. Dans les cas où un /ə/ devrait se retrouver en fin de mot (par exemple à cause d’un absence de suffixe), il est remplacé par /o/. Le schwa est phonémique dans certains mots, mais dans d’autres, il est inséré par épenthèse pour empêcher des groupes de consonnes interdits. De plus, si un /o/ ou un /u/ se trouve dans une syllabe adjacente à un schwa épenthétique, ce dernier peut être remplacé par /o/ ou /u/ par harmonie vocalique. Ainsi, dans un mot tel que m-pl-n-go-pa (« ils lui ont dit »), des schwas sont insérés pour faciliter la prononciation : məpləngopa /məɸənᵑɡoɸa/. Ce mot peut être prononcé [məβənŋɡoβa], [məβonŋɡoβa] ou [moβonŋɡoβa].
Le haut-oksapmin possède les voyelles suivantes.
|          | Antérieures | Centrales | Postérieures |
| -------- | ----------- | --------- | ------------ |
| Fermées  | /i/ i       | /ʉ/ u     | /u/ uu       |
| Moyennes | /e/ e       | /ə/ a     | /o/ o        |
| Ouverte  |             | /ɑ/ ä     |              |

Il y a une diphtongue /əi/ (orthographiée ei) en haut-oksapmin qui correspond systématiquement à un /e/ en bas-oksapmin : äptei ~ apte (« village »).
Dans les deux dialectes, les voyelles /e/, /o/ et /a/ sont prononcées plus longues que les autres voyelles, mais ce n’est pas pertinent phonologiquement,.

### Consonnes
|              |              | Bilabiales | Alvéol. | Dorsales | Dorsales | Dorsales |
| ------------ | ------------ | ---------- | ------- | -------- | -------- | -------- |
| Palatales    | Vélaires     | Bilabiales | Alvéol. | Vélaires |          |          |
| Occlusives   | Sourde       | p /p/      | t /t/   |          | k /k/    | kʷ /kʷ/  |
| Occlusives   | Sonore       | b /b/      | d /d/   |          | g /ɡ/    | gʷ /ɡʷ/  |
| Fricative    | Fricative    |            | s /s/   |          | x /x/    | xʷ /xʷ/  |
| Nasale       | Nasale       | m /m/      | n /n/   |          | ŋ /ŋ/    |          |
| roulée       | roulée       |            | r /r/   |          |          |          |
| semi-voyelle | semi-voyelle | w /w/      |         | j /j/    |          |          |

## Exemples
| Mot           | Traduction |
| ------------- | ---------- |
| ciel          | awä        |
| eau           | totä       |
| feu           | irätä      |
| homme         | orheinä    |
| femme         | ku         |
| manger, boire | dapät      |
| grand         | kei        |
| petit         | garsut     |
| nuit          | kwi        |